# San Mateo Tecalco
San Mateo Tecalco är en ort i kommunen Ozumba i delstaten Mexiko i Mexiko. Samhället hade 3 440 invånare vid folkräkningen 2020 och är kommunens näst folkrikaste samhälle.